# یواس‌اس پنساکولا (ال‌اس‌دی-۳۸)
یواس‌اس پنساکولا (ال‌اس‌دی-۳۸) (به انگلیسی: USS Pensacola (LSD-38)) یک کشتی بود که طول آن ۵۵۳ فوت (۱۶۹ متر) بود. این کشتی در سال ۱۹۷۰ ساخته شد.